# Chipotle Mexican Grill
Chipotle Mexican Grill, Inc. (/tʃɪˈpoʊtleɪ/, chih-POHT-lay),  frequentemente conhecido simplesmente como Chipotle, é uma rede internacional de restaurantes de fast casual especializados em tigelas, tacos e mission burritos feitos sob encomenda na frente do cliente. Em março de 2023, a Chipotle tinha 3.200 restaurantes. O seu nome deriva de chipotle, o nome Nahuatl (de chilpoctli) para uma pimenta-jalapenho defumada e seca.
A Chipotle foi uma das primeiras cadeias de estabelecimentos de serviço de comida rápido e casual. Fundada por Steve Ells a 13 de julho de 1993, a Chipotle tinha 16 restaurantes (todos no Colorado) quando a McDonald's Corporation se tornou um dos principais investidores em 1998. Na altura em que a McDonald's se desfez totalmente da Chipotle em 2006, a cadeia tinha crescido para mais de 500 locais. Com mais de 2.000 locais, a Chipotle teve um lucro líquido de US$ 475,6 milhões e uma equipa de mais de 45.000 funcionários em 2015.
Em maio de 2018, a Chipotle anunciou a mudança da sua sede corporativa para Newport Beach, no sul da Califórnia, deixando Denver após 25 anos.

## História
O primeiro restaurante Chipotle foi aberto em 1993 em Denver, Colorado, por Steve Ells, um chefe formado no Culinary Institute of America. Enquanto trabalhava num restaurante em São Francisco, inspirou-se nas taquerias do seu bairro para abrir um negócio Tex-Mex na sua cidade natal. O pai de Ellis, um executivo do setor farmacêutico, concedeu-lhe um empréstimo de US$ 85.000 para comprar uma loja perto do campus da Universidade de Denver.
No início, Ellis calculou que precisava de vender 107 burritos por dia para tornar o negócio rentável. No entanto, as suas expectativas foram largamente ultrapassadas e, no primeiro mês, vendeu mais de 1.000 burritos por dia. Em 1995, abriu um segundo local com os lucros do primeiro e, em seguida, empreendeu uma expansão modesta através de empréstimos de pequena e média empresa e de investidores familiares. Embora planeasse abrir um restaurante de alta gastronomia com todos os lucros, rapidamente mudou de ideias e concentrou-se no negócio de fast food.
Em 1998, com 16 restaurantes só no Colorado, a multinacional McDonald's adquiriu uma participação minoritária. Três anos mais tarde, tornou-se o acionista majoritário, o que permitiu à Chipotle prosseguir a sua forte expansão; em 2005, atingiu mais de 500 restaurantes nos Estados Unidos e no Canadá.
A McDonald's manteve-se como acionista até 2006, ano em que abriu o capital da empresa ao preço de US$ 22 por ação. Nesse ano, o grupo tinha decidido desfazer-se de todos os franchisings que controlava - Chipotle, Donatos Pizza e Boston Market - para se concentrar na sua própria marca.
Depois de recuperar o controlo, Steve Ells focou a Chipotle como uma alternativa fast-casual a outras cadeias de fast-food, prometendo ingredientes orgânicos e um “tratamento ético” do ambiente e dos fornecedores. Em 2010, anunciou a contratação do chef Nate Appleman como chefe do novo menu e, em 2011, foi eleita a melhor cadeia de comida Tex-Mex dos Estados Unidos pela revista Consumer Reports. Nesse mesmo ano, iniciou a sua expansão internacional com a abertura das suas primeiras lojas em Londres (Reino Unido) e Paris (França).
Em meados da década de 2010, ocorreu uma crise de reputação devido a vários casos de intoxicação alimentar. Em 2018, Steve Ells pediu demissão do cargo de CEO e foi substituído por Brian Niccol, antigo diretor executivo da Taco Bell, que concentrou esforços na expansão do menu e na melhoria do serviço de apoio ao cliente em linha.
Em 2018, a empresa mudou a sua sede de Denver para Newport Beach, na Califórnia.